# Ernst Wurm
Ernst Wurm (* 30. Juni 1906 in Katzelsdorf; † 30. September 1971 in Wiener Neustadt) war ein österreichischer Schriftsteller.

## Leben
Ernst Wurm wurde als fünftes Kind nach vier Mädchen eines Försters aus dem Waldviertel in Katzelsdorf geboren, der zu dieser Zeit im Dienste des Herzoges von Parma stand. Als er zwei Jahre alt war, übersiedelte die Familie nach Sigleß bei Sopron, wo der Vater in den Dienst der Familie Hartig und Rottermann trat. Er besuchte die ungarische Volksschule. Nach dem frühen Tod des Vaters übersiedelte Ernst Wurm nach Wiener Neustadt zu Pflegeeltern, zumal seine Mutter Anna, geborene Kainz, aus Wiener Neustadt war. In Wiener Neustadt besuchte er die Unterrealschule und die Städtische Handelsschule. Als Jugendlicher hatte er Kontakte zum Wiener Neustädter Stadttheater und nahm privaten Schauspielunterricht in Wien. Er fand Arbeit als Handelsangestellter und versuchte sich als Schriftsteller. Wurm hatte in Berlin, wohin ihn Ullstein für Besprechungen und Vorträge holte – er erhielt ein Monatsfixum für zwei Jahre –, wertvolle Begegnungen und konnte so seine Arbeit als Handelsangestellter 1930 kündigen.  Das Theaterstück Stoßenfreund und Auguste wurde 1931 vom Stadttheater Berlin erworben, eine Aufführung mit Walter Rilla war geplant, fand aber nicht statt. Mit der Novelle Mitnichten der Messias hatte er 1932 seine erste Eigenlesung im Sender Berlin. Er las gemeinsam mit Paula Ludwig, lernte Paul Wiegler, Ödön von Horváth, Erich Mühsam, Ina Seidel und Armin T. Wegner kennen. Max Krell und Max Tau prüften seine Arbeiten. Mit Alexander Moissi hatte er Gespräche zu Tolstoi, Christus und Budda.
Ernst war Vorsitzender des Niederösterreichischen Heimatwerkes und veranstaltete Dichterlesungen im Marmorsaal der Niederösterreichischen Landesregierung.

## Auszeichnungen
- 1955 Staatspreis-Prämie beim Dramatiker-Wettbewerb
- 1962 Kulturpreis des Landes Niederösterreich
- 1962 Berufstitel Professor
- 1966 Ehrenring der Stadt Wiener Neustadt
- 1971 Silberne Stadtwappennadel der Stadt Wiener Neustadt
- 1971 Österreichisches Ehrenkreuz für Wissenschaft und Kunst
- 1972 Benennung der Ernst-Wurm-Gasse im sogenannten Dichterviertel in Wiener Neustadt
- 1973 Gedenkvitrine mit Totenmaske und Werken im Stadtmuseum Wiener Neustadt
- Prof.-Ernst-Wurm-Gasse in Katzelsdorf

## Publikationen
- Solange die Erde steht. Roman, Deutsche Verlags-Anstalt, Stuttgart 1934. Die Kölnische Zeitung brachte den Vorabdruck.
- Sien Kraft war in ihm mächtig. Ein Georg Friedrich Händel-Roman. Deutsche Verlags-Anstalt, Stuttgart 1935.
- Die Adlerin. Roman der Johanna von Navarra. Speidel, Wien 1936.
- Der Held von Nedea. Roman, Speidel, Wien 1937.
- Agneta Tischer. Eine Siebenbürger Erz. Gerh. Stalling, Oldenburg 1937.
- Musik wie ein Schwert. Erzählung, Grotes Aussaat-Bücher Band 21, Grote, Berlin 1938.
- Die Sängerin. Zu: Wilhelmine Schröder-Devrient, Grotes Aussaat-Bücher Band 24, Grote, Berlin 1938.
- Gast und Gottesland. Ein Händelroman. Kaiser Verlag, Böhm. Leipa 1940.
- Die Unvollendeten. Roman aus Oesterreichs schwerer Zeit. Kaiser Verlag, Böhm. Leipa 1940.
- Die Messe des Tauben. 2 Musiker-Erzählungen. Die hundert kleinen Bücher Band 11, Zsolnay, Wien 1940.
- Der Lyriker Josef Weinheber. In: Bozner Tagblatt, 6. Mai 1944, S. 2 (Digitalisat).
- Medea vom Walde. Roman, ÖVA, Wien 1972.